# Elección al Senado de los Estados Unidos en Nevada de 2024
Las elecciones al Senado de los Estados Unidos de 2024 en Nevada se llevaron a cabo el 5 de noviembre de 2024 para elegir a un miembro del Senado de los Estados Unidos por el estado de Nevada. La senadora demócrata titular de primer mandato Jacky Rosen fue elegida con el 50,4% de los votos en 2018 y anunció que se postulará para la reelección, por ahora va ganando con una diferencia del 1.40%.